# Principatele Române
Sintagma Principatele Române descrie:
- în definiția academică și universitară: statele Moldova și Țara Românească conduse de boierimea românească sau asimilată, în perioada istorică în care au purtat  titulatura de „Principate”, anume sec. XVIII-XIX;
- în definiția ziaristică și editorială, cele trei voievodate cu populație majoritar românofonă constituite în Evul Mediu pe teritoriul carpato-dunărean, numite în limbajul popular „Țările române”: Transilvania, Moldova, Țara Românească la care se poate adăuga Dobrogea.

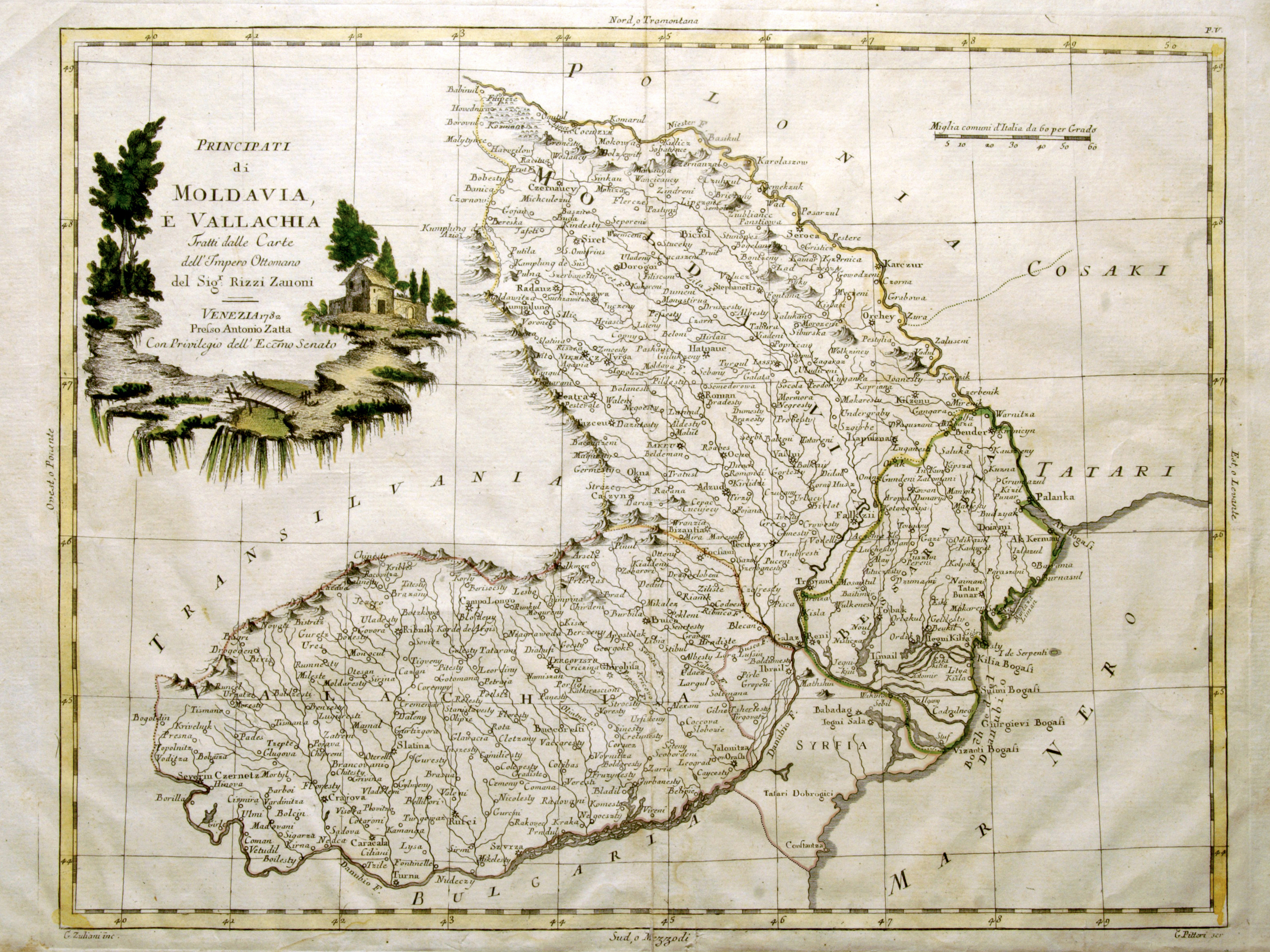
Principatele Moldova și Țara Românească în 1786, hartă italiană de G. Pittori, după geograful Giovanni Antonio Rizzi Zanoni.

## Semantică

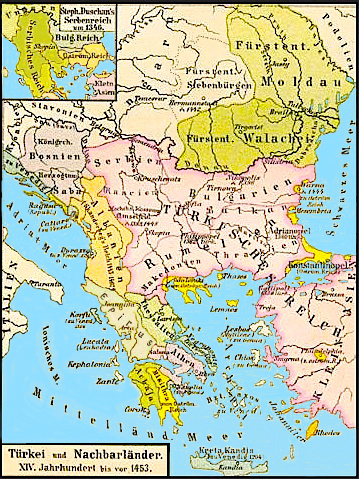
Principatele Moldova și Țara Românească în 1450 (hartă germană din 1888): Imperiul Otoman (roz) ajunsese deja la Dunăre; teritoriile bizantine (galben) nu mai numărau decât câteva cetăți și insule.

Expresia „Principatele Române” care presupune că toate Țările Române ar fi fost, de la început, formațiuni statale naționale românești de rang princiar, este contestată de istorici (precum Florin Constantiniu) din motivele următoare:
- formațiunile politice în cauză, inițial voievodate, nu au purtat titulatura de „Principate” decât tardiv, în sec. al XIX-lea;
- expresia „Țările române” care se referă la populația majoritară, nu la pătura conducătoare, corespunde mai bine cu realitatea Transilvaniei unde pătura conducătoare târziu-medievală era maghiară, secuiască și săsească, a jupânatului Dobrogei unde nu se poate determina etnia păturii conducătoare, și a celorlalte teritorii cu populație românească ajunse în stăpânirea austro-ungară sau rusă;
- în Țara Românească, Moldova și Dobrogea limba documentelor oficiale era cea slavonă, o parte însemnată din pătura conducătoare avea strămoși cumani, slavi, sau greci și aceste formații statale au fost, înainte de emancipare, vasale sau părți ale regatelor vecine ale Ungariei, Poloniei sau Bulgariei, pentru ca ulterior să devină vasale ale Turcilor;
- în toate cele trei state, pe îndelungi perioade Românii au constituit covârșitoarea majoritate a iobagilor/șerbilor, în așa măsură, încât însuși cuvântul „Rumân” însemna iobag/șerb;
- conform tradiției istorice, aceste state erau monarhii (conducătorii purtau coroană și băteau monede) dar nu principate, titlu pe care l-au căpătat doar spre sfârșitul epocii fanariote; folosirea titlului de „principat” fiind inițial o tendință a unor istorici din țările catolice, care denumesc astfel toate monarhiile lipsite de confirmarea papei sau a unui conducător din Apus, precum Serbia, Galiția, Rusia Kieveană, Țările Române ș.a.m.d.);
- amalgamul între „țară” și „principat” a stârnit o reacție potrivnică în istoriografia internațională care preferă să folosească expresiile „Principatele Dunărene” (Дунайски княжества, Kneževine dunavske) sau „Provinciile Dunărene” (παραδουνάβιες χώρες, Danubian provinces, Provinces Danubiennes, Donauische Provinzen) pentru Moldova și Țara Românească, „despotatul Dobrogei” pentru statul dintre Dunăre și mare (de fapt un jupânat) și „Regatul Ungariei Răsăritene” (Eastern Hungarian Kingdom, Royaume de Hongrie orientale, Keleti Magyar Királyság) pentru voievodatul Transilvaniei.

Expresiile „Principatele Dunărene” și „Provinciile Dunărene” sunt confuze din două motive:
- termenul de „Principate Dunărene” este neclar pentru publicul nespecialist, care le poate confunda cu alte principate situate de-a lungul Dunării cum ar fi de exemplu principatul Hohenzollern-Sigmaringen sau, din 1817, principatul sârbesc;
- denumirea de „Provincii Dunărene” (și mai frecventă decât „Principate Dunărene”) este falsă deoarece Țările Române nu au fost niciodată provincii ale Imperiului Otoman, ci state creștine vasale ale Sultanului.

## Istorie generală
Înaintea constituirii regiunilor tradiționale, au existat țări unde astăzi se află România, numite de istorici Romaniile populare și de cronicarii valahii, unele constituite sub formă de cnezate, altele simple comunități rurale, cum sunt de exemplu țările Crasnei, Lăpușului, Gurghiului, Moților, Amlașului, Făgărașului, Bârsei (în Transilvania), Gilortului, Jaleșului, Lotrului, Argeșului, Muscelului (în Valahia), Vrancei, Neamțului, Dornei, Strășinețului, Onutului, Sorocăi, Iașilor, Bârladului, Codrului, Ciubărciului (în Țărа Moldovei), la care se adaugă Vlahiile din sudul Dunării atestate prin documente sau prin toponime ca Vlasici, Vlahina, Stari Vlah, Romania Planina, Vlașina, Megali Valachia, Vlahoclisura ș. a., și, în răsăritul Cehiei, Vlahia moravă (loc de așezare a unor păstori români veniți, probabil, din Banat sau din Crișana). Constituirea Voievodatelor medievale s-a efectuat în cadrul luptei anti-mongolă și al efortului de emancipare de sub suzeranitatea regatului ungar, care au înlesnit politica de unificare a voievozilor Bogdan și Basarab. La capătul acesteia, geografia politică a Europei de Sud-Est a înregistrat, alături de mai vechiul voievodat al Transilvaniei, supus și condus de maghiari, două noi state: Moldova și Țara Românească (aceasta din urmă, Vlahia sau Valahia în limbile străine). Înainte de cucerirea sa de către Turci, Dobrogea a fost un jupânat cu populație majoritar română, bulgară și greacă, fără ca ponderea relativă a acestor trei elemente să poată fi precizată (dar toponimia și sursele arată că Românii erau majoritari de-a lungul Dunării, Grecii de-a lungul mării, iar Bulgarii în interior ; tot din interiorul Dobrogei se trag și Găgăuzii, înainte de strămutarea lor în Bugeac în 1812-16).

## Principatele Române și împărțirile lor

### Transilvania

Stema Transilvaniei

Transilvania începe a fi menționată ca formațiune politică (anume ca Voievodat) în prima jumătate a secolului XII. În a doua jumătate a secolului XII și în primul pătrar al secolului XIII se încheie cucerirea Transilvaniei de către regatul feudal ungar. Voievodatul nu este atunci desființat, dar devine vasal al Ungariei, iar conducătorii săi vor fi în majoritate maghiari. Pentru o mai largă punere în valoare a resurselor naturale ale Transilvaniei și pentru a-și consolida stăpânirea în această provincie, regii Ungariei au încurajat stabilirea aici, alături de populația românească băștinașă, a unor coloniști maghiari, secui și sași. Voievodatul Ardealului este desființat în anul 1867 și anexat de Ungaria în cadrul și cu prilejul transformării Imperiului Austriac în Imperiu Austro-Ungar.
Transilvania ca voievodat (ulterior arhiducat apoi principat), corespunde cu Ardealul istoric, delimitat de Carpați la răsărit și la sud, de Munții Apuseni la apus, dar Transilvania ca regiune geografica actuală mai cuprinde și:
- Crișana - situată între râurile Mureș, Someș și Tisa și culmile Munților Apuseni. A făcut parte partțial din Partium.
- Maramureșul (fostul voievodat al marmației din sec. XIV) este situat în depresiunea Maramureșului și în sud-estul Transcarpatiei ucrainiene. A făcut parte din Partium. Maramureșului i se asociază și alte teritorii care nu au făcut parte din Comitatul Maramureș:
  - Sătmarul, fostul comitat Satu-Mare, este o zonă aflată între Crișana și Maramureș, până la râul Tisa. Este asociat deseori Maramureșului.
  - Ugocea este o zonă aflată între Sătmar și Maramureș. Este asociată deseori Maramureșului.
- Banatul este delimitat la nord de râul Mureș, la vest de fluviul Tisa, la sud de Dunăre, iar la est de munții Poiana Ruscă și Retezat-Godeanu, culoarul Timiș-Cerna. În prezent Banatul se împarte între România, Serbia și Ungaria. O parte din Banat a făcut parte din Partium.

### Moldova

Stema Moldovei

Teritoriul Principatului Moldova apare în anul 1359 între Nistru și Marea Neagră la est, culmile Carpaților Orientali la vest, râurile Ceremuș și Nistru la nord, râurile Milcov, Putna, Siret și fluviul Dunărea la sud. Prin tradiție, teritoriul Principatului Moldova era împărțit în Țara de Sus și Țara de Jos, ele însele împârțite în Ținuturi (Cernăuți, Onut ulterior devenit Hotin, Soroca, Strășineț, Câmpulung, Suceava, Dorohoi, Hârlâu, Orhei, Neamț, Roman, Cotnari, Iași, Lăpușna, Bacău, Vaslui, Tutova, Fălciu, Tighina, Putna (Vrancea), Tecuci, Covurlui, Tigheciu, Chilia, Ceatea-Albă) la rândul lor împărțite în Ocoluri mai mici. Partea Țarii de Jos situată de-a lungul malurilor Dunării și mării se numea Basarabia, fiindca aparținuse inițial Țării Românești, condusa de dinastia Basarabilor. Turcii au denumit această regiune Buçak (Bugeac). Din 1775 (anexarea de către Austria a regiunii de nord-vest, de atunci denumită Bucovina) și mai ales din 1812 (anexarea de către Rusia a jumătății de la est de Prut, de atunci denumită Basarabia), teritoriul principatului Moldovei se compune din:
- Moldova de apus este teritoriul rămas din Principatul Moldovei după pierderea Bucovinei și a Basarabiei. Principatul Moldovei formează România contopindu-se cu Țara Românească prin Unirea din 1859. Această regiune din nord-vestul României moderne cuprinde 8 județe actuale și, în Ucraina, Ținutul Herța, un mic teritoriu anexat de URSS în urma ultimatumului din iunie 1940 prin care României i se cerea cedarea imediată a Basarabiei si a Bucovinei (Herța nu era revendicată în textul sovietic). Astăzi este inclus în regiunea Cernăuți din Ucraina.
- Basarabia, așa cum a fost delimitată prin anexarea rusească din 1812, este situată între râurile Nistru, Prut și Dunăre, Marea Neagră și Bucovina. Aproximativ 2/3 aparține astăzi Republicii Moldova, restul Ucrainei (Hotinul și cea mai mare parte a Bugeacului).
  - Bugeac-ul - reprezintă partea de sud a Basarabiei și corespunde aproximativ cu Basarabia inițială, medievală. Denumirea este de origine turco-tătară, din secolul XVI. Astăzi Bugeacul se găsește în cea mai mare parte pe teritoriul Ucrainei și este inclus în regiunea Odessa. O mică parte a acestuia (Tighina și zona situată la sud de aceasta) aparține Republicii Moldova.
  - Cahul, Bolgrad și Ismail reprezintă teritoriul din sudul și sud-vestul Basarabiei atribut Moldovei în 1856 și cedat în Rusiei 1878. Se suprapune parțial cu Bugeacul de sud-vest.
- Bucovina reprezintă teritoriul moldovenesc anexat de către Imperiul Habsburgic în 1775. Astăzi este împărțită între România (sudul) și Ucraina (nordul). Centrul politico-cultural al Bucovinei a fost orașul Cernăuți, în prezent în Ucraina.

### Țara Românească
(„Vlahia” sau „Valahia” în limbile străine)

Stema Țării Românești inclusă în stema României interbelice (și în altele anterioare sau posterioare)

Stema principatului Țării Românești fără fundalul „azur”

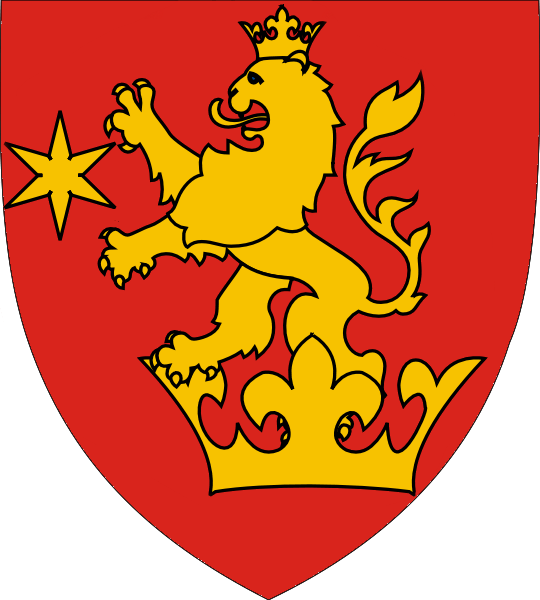
Stema Olteniei (1877)

La sfârșitul secolului XIII și începutul secolului al XIV-lea evoluția internă și o serie de schimbări în situația internațională, au îngăduit căpeteniilor românești de la sud de Carpați să întemeieze în 1328 un stat propriu, de sine stătător, independent de Ungaria în 1330. Criza izbucnită în Imperiul tătăresc și tulburările care au izbucnit în Ungaria după stingerea dinastiei arpadiene au determinat pe stăpânii feudali de la sud de Carpați să se strângă în jurul voievodului Basarab. Principatul Țării Românești formează România contopindu-se cu Moldova prin Unirea din 1859. Teritoriul principatului Țării Românești (sau Valahia sau Muntenia în sensul larg al termenului) se împarte în:
- Muntenia - situată între râul Olt[1][2][3][4], Dunăre, Siret, Milcov și culmile Carpaților de Curbură și Meridionali.
- Oltenia - situată între Dunăre, culmile Carpaților Meridionali, culoarul Timiș-Cerna și râul Olt [1][2][3][5] reprezină teritoriul muntenesc anexat de către Imperiul Habsburgic în 1718 și retrocedat în 1739.

### Dobrogea

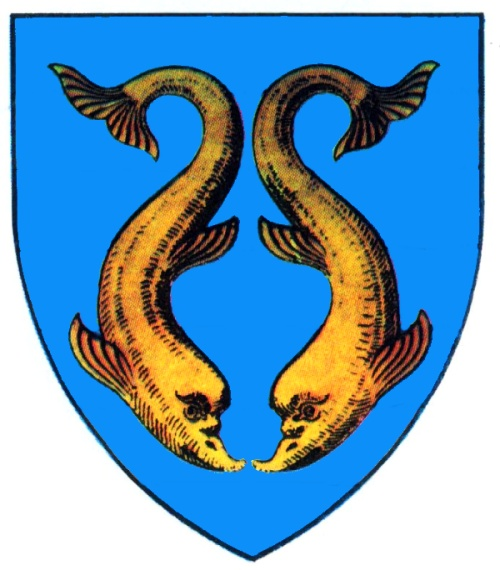
Stema Dobrogei

Dobrogea a fost mai întâi un despotat medieval care își trage denumirea de la despotele Dobrotici. În 1396 se contopește cu Țara Românească, dar puțin după aceasta, în 1418, este cucerit de Turci. Dobrogea se situează azi între Dunăre (cu Delta), Marea Neagră și linia Turtucaia (Tutrakan)-Ecrina (Ekrene).
- Dobrogea de Nord (aproximativ 2/3 din întreaga Dobroge) aparține din 1878 României;
- Dobrogea de Sud (numită în românește Cadrilaterul: aproximativ 1/3 din Dobrogea) aparține din 1878 Bulgariei, cu excepția perioadelor 1913-1916 și 1919-1940 când s-a aflat între granițele României Mari. Cadrilaterul reprezintă teritoriul cedat României de către Bulgaria în urma celui de-al doilea război balcanic (1913), recucerit de Bulgari în 1916, restituit Bulgariei prin Pacea de la București în 1918, cedat din nou României în 1919 și restituit Bulgariei prin Tratatul de la Craiova din 1940.
- Delta Dunării (cu excepția deltei secundare a brațului Chilia) face tradițional parte din Dobrogea, dar în Antichitate și Evul Mediu, litoralul se afla mult mai la apus (între Chilia Veche și Murighiol pe vremea lui Strabon, între Periprava și Lacul Dranov în epoca bizantină), astfel încât hărțile istorice care reprezintă Dobrogea cuprinzând Delta actuală, sunt false.
- Insula Șerpilor, legată istoric de Dobrogea din antichitate până în 1948, a intrat atunci printr-o convenție bilaterală neratificată în componența URSS, apoi, în 1991, în componența Ucrainei independente. România a revendicat insula în 1991, a supus cazul Curții de Justiție Internațională, și, pierzând insula în schimbul unor concesii ucrainene privind apele teritoriale, a ratificat apartenența insulei la Ucraina în februarie 2009.

## Locul Țărilor Române în cadrul Imperiului Otoman
Statele române au fost supuse de otomani treptat, începând cu primele plăți ale tributului și sfârșind prin controlul strict asupra conducerii țării. Inițial, ele au fost considerate parte din dar al-Harb („Casa Războiului”), zonă în care Imperiul duce lupte pentru supunerea necredincioșilor. Repere importante ale supunerii acestor state sunt: pentru Țara Românească, impunerea pe tronul Țării Românești a lui Radu cel Frumos în 1462, după Vlad Țepeș; pentru Moldova, detronarea lui Petru Rareș în 1538 și înlocuirea lui cu Ștefan Lăcustă; iar pentru Transilvania este însăși constituirea acestui principat după dezmembrarea Regatului Ungariei în urma bătăliei de la Mohács din 1526, urmată de supunerea lui Ioan I Zápolya în schimbul recunoașterii domniei asupra părții răsăritene a regatului.

### Semnificația închinării
Rezistența dusă de armatele din aceste țări, împreună cu disponibilitatea boierimii de a negocia, a convins însă Poarta să accepte încetarea acestor expediții în schimbul includerii țărilor nu în dar al-Islam („Casa Islamului”, unde Imperiul impune religia musulmană și în care nemusulmanii sunt discriminați), ci într-o sferă intermediară, denumită dar al-Ahd („Casa Legământului”), în care, în schimbul plății tributului și al acceptării influenței otomane asupra politicii, boierii locali sunt lăsați să-și păstreze legile și practicile interne, inclusiv practica deschisă a religiei creștine.
Între sfârșitul secolului al XIV-lea și mijlocul secolului al XVI-lea, Țara Românească și Moldova au constituit obiective ale politicii otomane de expansiune. Astfel că în această zonă au avut loc în mod permament incursiuni de jaf ale achingiilor, iar periodic erau organizate mari expediții militare sub conducerea directă a sultanilor. 
Toate expedițiile organizate de otomani împotriva voievozilor români în secolele al XIV-lea–al XVI-lea erau considerate gazavat (expediții sfinte): Bayazid I (1394-95), Mehmed I (1417, 1419), Mehmed al II-lea (1462, 1476), Bayezid al II-lea (1484) și Suleyman Kanuni (1538).
În istoriografia relațiilor româno-otomane, termenul „închinare” — specific cronisticii medievale — a fost și este de regulă utilizat, din punct de vedere cronologic, cu două înțelesuri: pentru a desemna un moment anume din evoluția relațiilor Porții cu Țara Românească, Moldova sau Transilvania, respectiv „momentul inițial”.
În istoriografia românească, închinarea are două înțelesuri: fie acceptarea plății unui tribut către Poartă, fie ca „supunere” sau „capitulație” în fața sultanului. 
În izvoarele vremii, „închinarea” Țărilor Române față de Poartă era asociată cu cel puțin una din următoarele acțiuni politico-diplomatice: prezentarea voievodului la Poartă în persoană sau prin reprezentant, sau doar a unor boieri de frunte ai țării; supunerea de bună voie față de sultan, și nu în urma vreunei confruntări armate deschise terminată cu înfrângere; încheierea unei înțelegeri între cele două părți; plata unei sume de bani considerată de otomani în mod invariabil tribut (numite fie djizye, fie haraç); acordarea protecției de către sultan; confirmarea domniei și acordarea unor însemne de învestitură voievodului sau trimisului acestuia.
Acceptarea tributului și a „supunerii”, încheierea unor „legăminte” nu sunt specifice numai unui moment anume. În istoriografia română s-a absolutizat ideea unor texte apocrife din secolele al XVII-lea–al XVIII-lea. În realitate, nu au existat tratate care să stabilească pe termen lung relațiile dintre sultan și voievozi.
În secolul al XV-lea, au existat legăminte cu sultanii oridecâteori un voievod valah sau moldovean era acceptat pe tron. Cronicile vorbesc despre faptul că între sultan și diverșii conducători creștini puteau fi încheiate astfel de jurăminte. Această practică se menține și în secolele al XVI-lea–al XVII-lea, fiind vizibile în ahd-name-le. În texte pot fi găsite și elementele pe care se jură: pe Allah și pe Muhammad (dacă jurământul era între principi musulmani), Coran, profeți sau/și sabia sultanului, religia, sufletul și viața tatălui și a copiilor tatălui. Toate aceste jurăminte aveau un caracter temporar. Putea fi scrise sau verbale și aveau o anumită valabilitate. 
Chiar dacă nu mai existau tratate pentru a fi reglementat statutul țărilor române, uneori, cutuma era mai puternică decât vreo lege scrisă. Existau cutume internaționale, care au fost acceptate și în cadrul relațiilor dintre sultan și voievozii români: plata tributului în schimbul protecției, ajutorul militar dat de vasal suzeranului sau, alinierea acțiunilor externe cu cele ale partenerului de alianță etc.
Pe lângă acesta, mai erau păstrate și cutume bilaterale. Între turci și valahi/moldoveni/transilvăneni existau astfel de cutume: pentru a apara autonomia, pentru a marca serie de practici otomane instituite și în relațiile dintre sultan și voievozi, pentru a sublinia anumite obligații politice. Pe lângă plata unor anumite sume, participarea la război alături de sultani reprezintă un alt obicei.
Există teoretizate și prezente în cronici două noțiuni care vorbesc despre cucerire. Dacă un teritoriu era cucerit prin forță, numai sultanul avea să dreptul să hotărască unilateral asupra statului viitor al indivizilor. În cronicile otomane și documente, se vorbește de dreptul sabiei (kilic hakki) și se vorbea despre faptul că un teritoriu aparținea sultanului și a fost cucerit de acesta. 
În ceea ce privește Țara Românească, termenul de cucerire se folosește după 1462, însă nu există o unanimitate în cronici. Această apare după vremea lui Suleyman Legiuitorul. 
Când vine vorba de Moldova, anul 1538 reprezintă un moment de cotitură, în contestul în care Suleyman își arogă dreptul să hotărască asupra destinului Moldovei. 
În cronistica românească, mai ales după Dimitrie Cantemir, se fac anumite diferențieri între Moldova și Valahia. Cantermir este de acord cu fpatul că Valahia a fost cucerită pe calea armelor, însă neagă faptul că această metodă ar fi fost aplicată și în cazul moldovenilor ( aceștia se supuseseră de bună-voie). 
În timp a apărut formulă „de la cucerirea hănească” (termenul serbestiyyet face referire la libertate în cronicile otomane, legat de sintagma „de la cucerirea hănească”; în acest context, termenul desemna statutul unui teritoriu cu un anumit grad de autonomie, a unei posesiuni funciare scutită de impozite). Această sintagma nu este utilizată doar de sultan, ci urmează un arz al voievodului care reclamă un abuz al trupelor de la granița și atacau supussii moldoveni sau valahi. În acest context, domnii din Țară Românească și Moldova introduceau această sintagma pentru a demonstra că aveau o anumită autonomie de la cucerirea lui Suleymna Kanuni.

## Atlas istoric

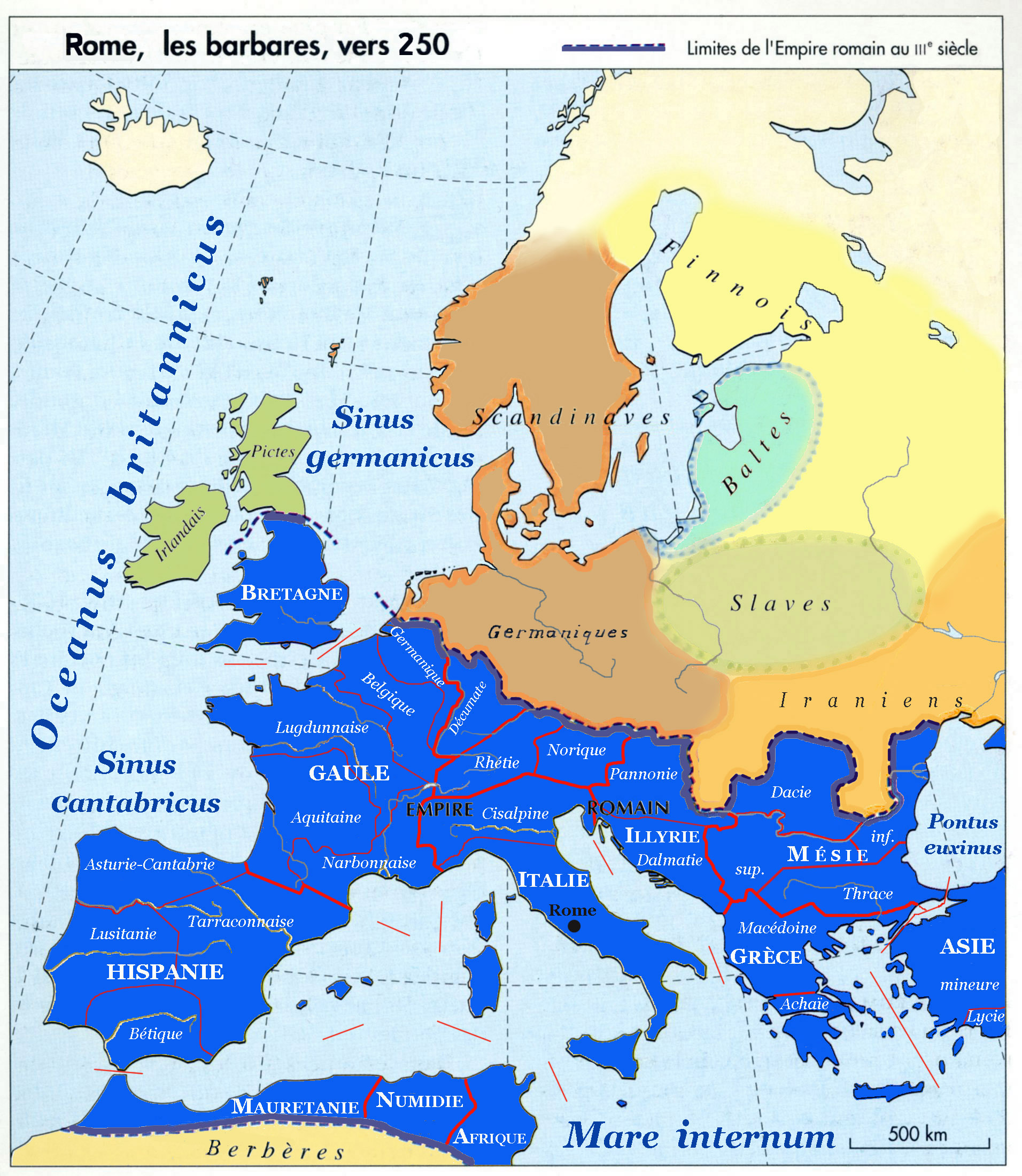
Imperium et Barbaricum în 250.
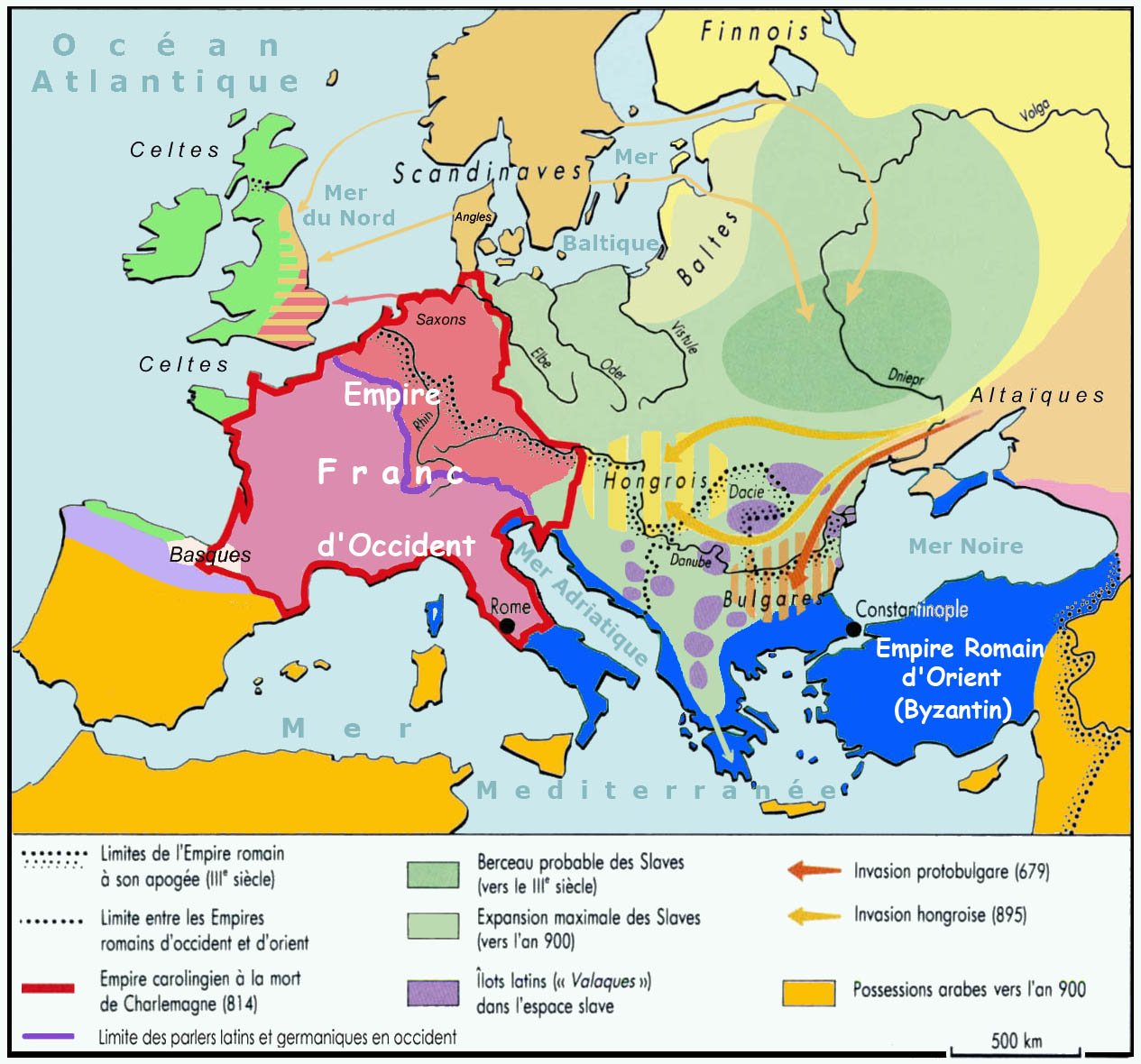
"Valahii" în Europa în 850, după Anne Le Fur.
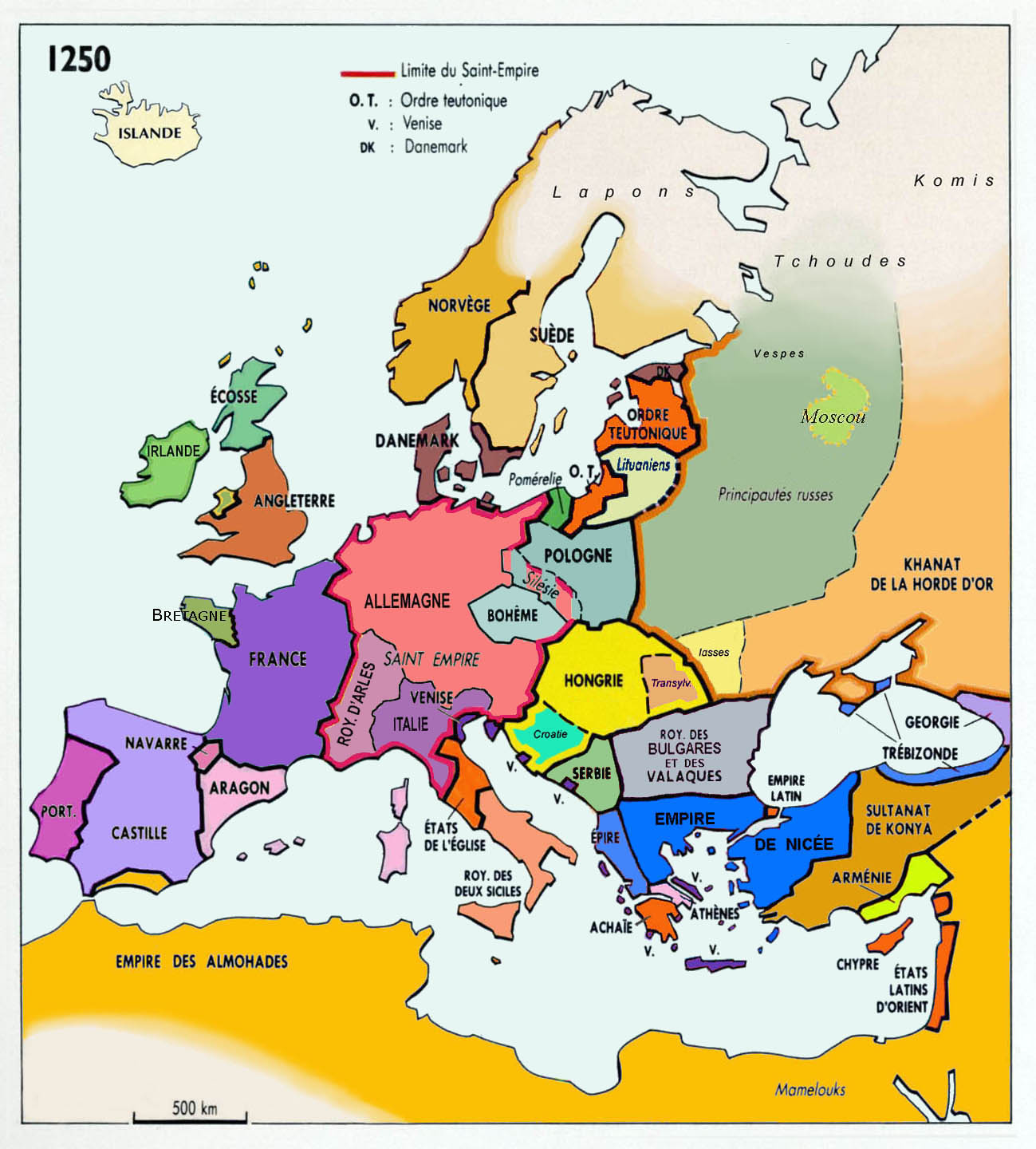
"Regnum Valachorum" (regatul Vlaho-Bulgar) în 1250, după Anne Le Fur.
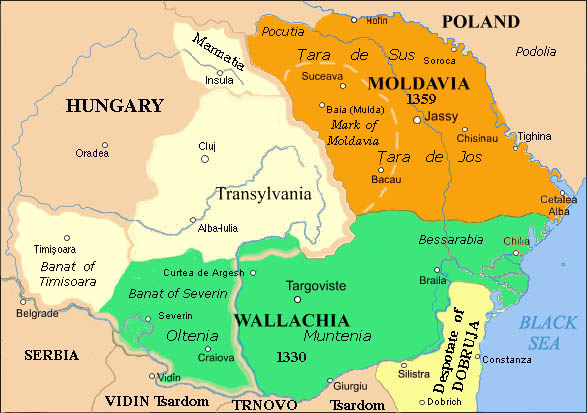
Principatele Române la întemeierea Țării Românești (1330) și Moldovei (1359).
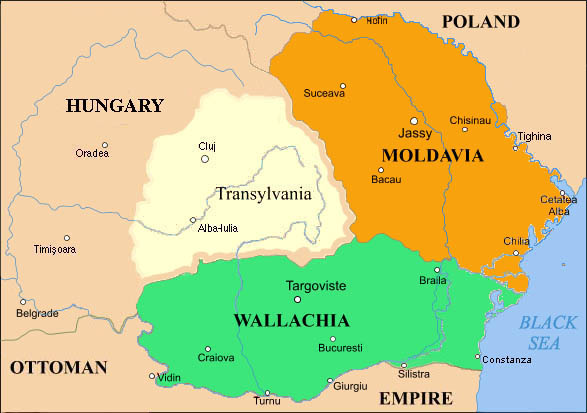
Principatele Române la apariția Turcilor.
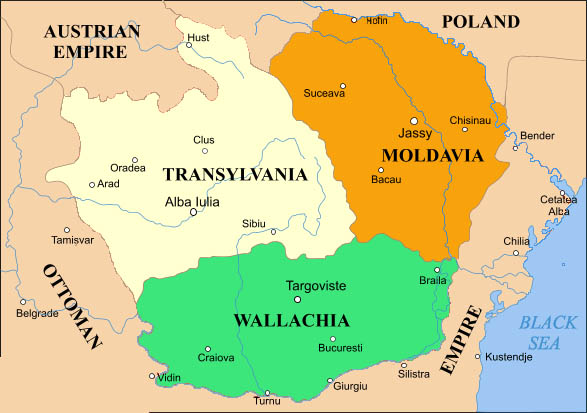
Principatele Române ca vasale ale Turcilor.
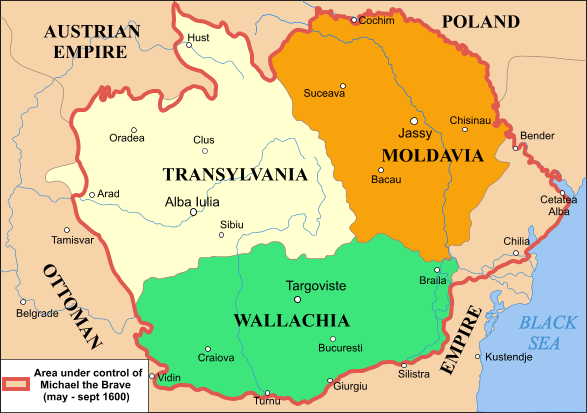
Principatele Române unite sub scurta domnie comună a lui Mihai Viteazul în 1600.
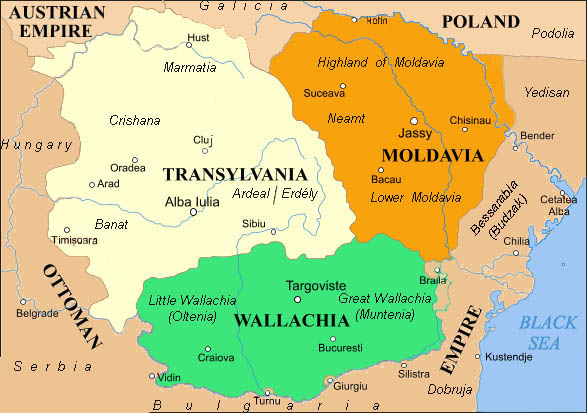
Principatele Române în timpul Renașterii.
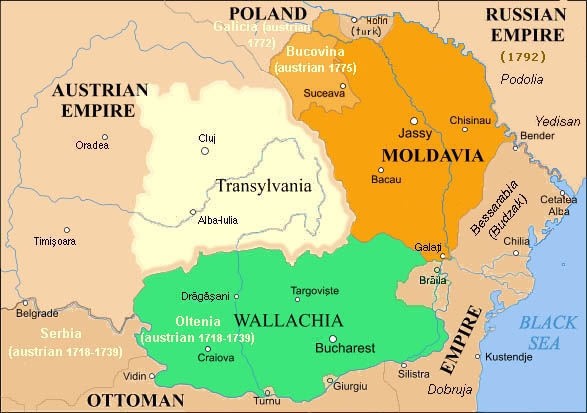
Principatele Române în timpul expansiunii Austriece.
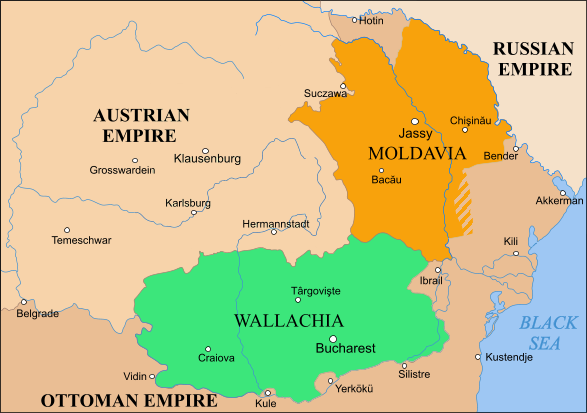
Principatele Române în perioada Fanariotă (1793-1812).
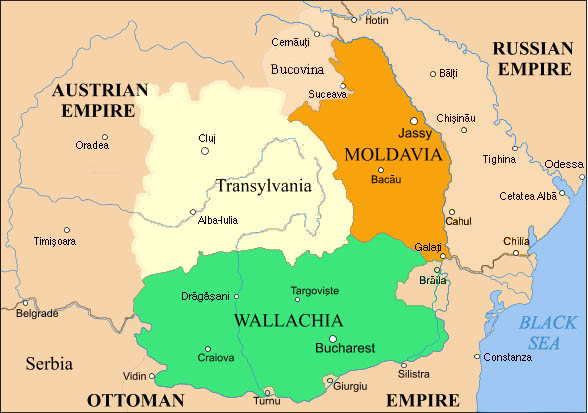
Principatele Române în timpul expansiunii Rusești.
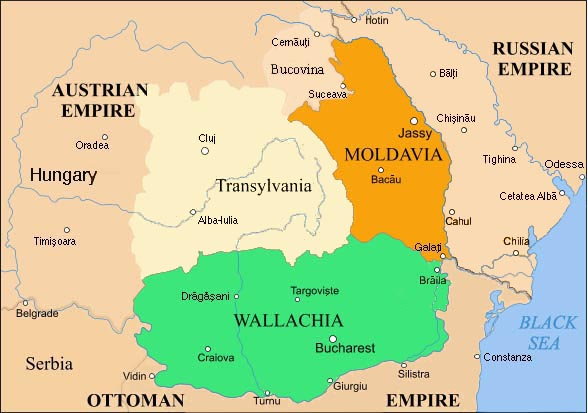
Principatele Române sub influența Imperiului Rus.
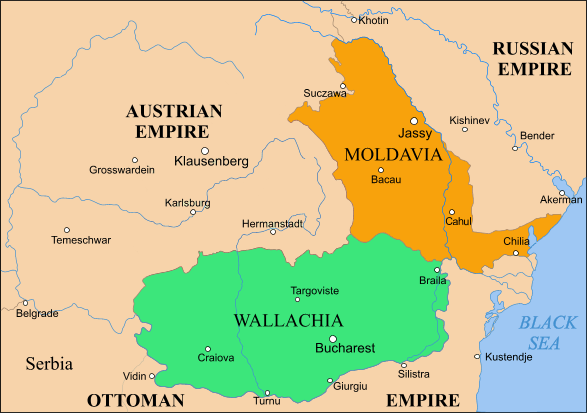
Principatele Române după Războiul din Crimeea (1856).
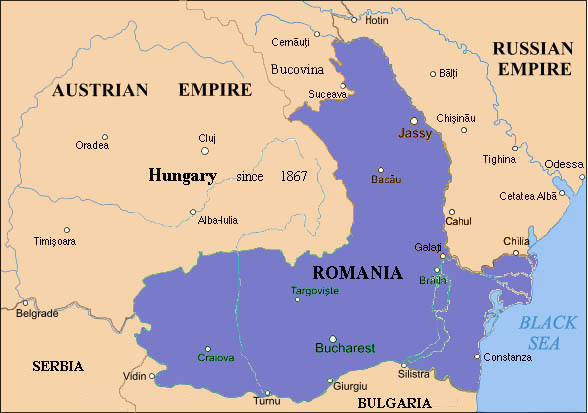
România independentă (« Vechiul Regat », 1878-1913).
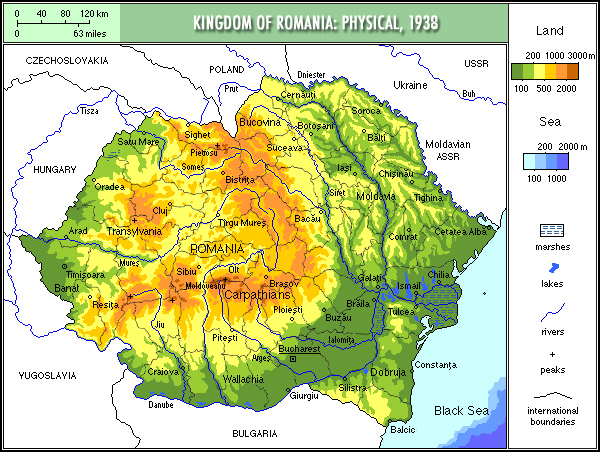
România întregită (« România Mare », 1918-1940).
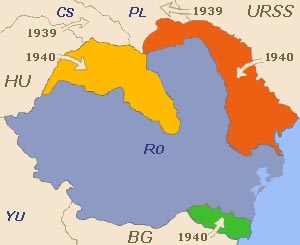
România în august 1940: în roșu teritoriul cedat către URSS, în galben cel cedat Ungariei, în verde cel cedat Bulgariei.
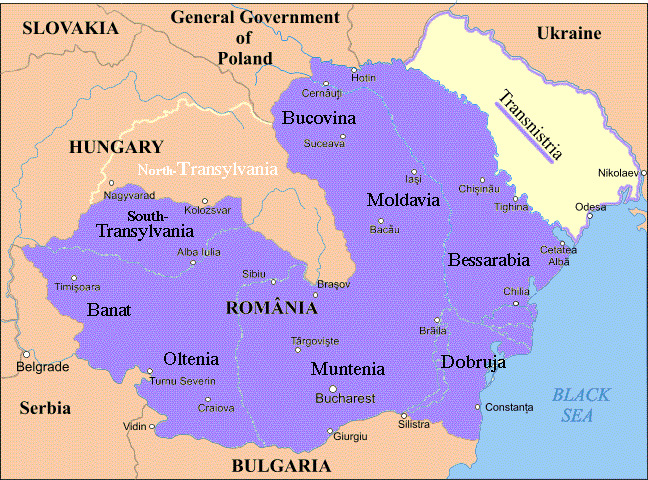
România între iunie 1941 și martie 1944.
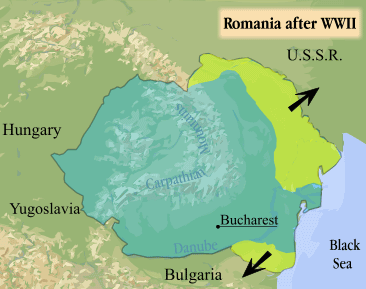
România în august 1945, cu teritoriile cedate.